# توم سيغف

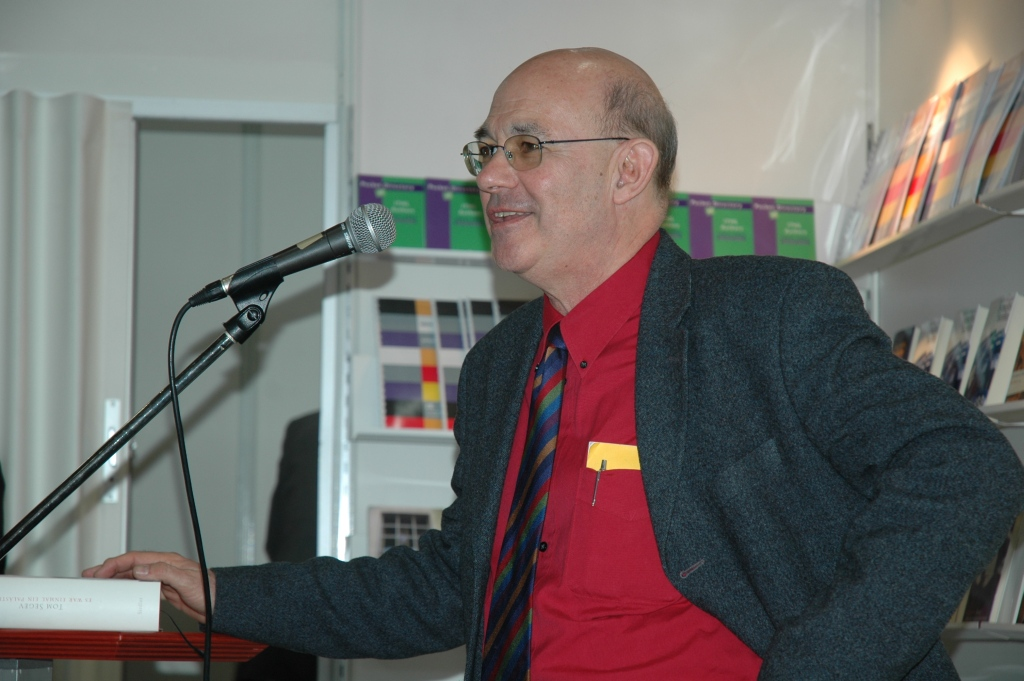
توم سيغف

توم سيغف (بالعبرية: תום שגב‏) (1 مارس 1945، القدس) هو صحفي ومؤرخ إسرائيلي.
ولد سيغف لأبوين هاجرا إلى فلسطين هرباً من النظام النازي في ألمانيا عام 1935 وقتل والده في حرب فلسطين عام 1948. تلقى سيغف تعليمه الجامعي في الجامعة العبرية في القدس، حيث درس التاريخ والعلوم السياسية وفي عام 1977 حصل على درجة الدكتوراه من قسم التاريخ بجامعة بوسطن، وكان عنوان رسالته: قادة معسكرات التكثيف النازية.
حالياً، سيغف هو أحد كتاب الأعمدة بصحيفة هآرتز الإسرائيلية. هو أيضاً أحد أعضاء جماعة المؤرخين الجدد في إسرائيل المكونة من مؤرخين إسرائيليين أصحاب توجه يساري والمعنية بمراجعة تاريخ دولة إسرائيل والحركة الصهيونية. في عام 2007، عمل سيغف أستاذاً زائراً (كرسي عائلة هيلين ديلر) بجامعة كاليفورنيا في بيركلي.

## كتبه
- 1949: الإسرائيليون الأوائل.
- جنود الشر: قادة معسكرات التكثيف النازية.
- فلسطين واحدة، كاملة: يهود وعرب تحت حكم الانتداب البريطاني.
- المليون السابعة: الإسرائيليون والمحرقة.
- الفيس في القدس: ما بعد الصهيونية وأمركة إسرائيل.
- إسرائيل الأخرى: أصوات الرفض والانشقاق.
- إسرائيل في 1967 والأرض التي غيرت وجهها.
- 1967: إسرائيل والحرب والعام الذي حول الشرق الأوسط.
- 2001 : الصهاينة الجدد، مؤسسة بيالك للنشر

## روابط خارجية
- توم سيغف على موقع IMDb (الإنجليزية)
- توم سيغف على موقع مونزينجر (الألمانية)
- توم سيغف على موقع قاعدة بيانات الفيلم (الإنجليزية)